# Pena de muerte en Vietnam
La pena de muerte es una pena legal en Vietnam para una variedad de delitos. La Iniciativa de Medición de los Derechos Humanos otorga a Vietnam una puntuación de 4,4 sobre 10 en el derecho a estar libre de la pena de muerte, según las respuestas de los expertos en derechos humanos del país. Estos expertos también han identificado que ciertos grupos, como los migrantes y/o inmigrantes, las personas con un estatus social o económico bajo y personas refugiadas o solicitantes de asilo corren un riesgo particular de que se viole su derecho a que no se les condene a muerte. En 2020, estos expertos identificaron además a "los involucrados en disputas por la tierra, en particular los involucrados en el ataque a la aldea de Dong Tam" y a los "detenidos o presos, en particular los condenados por delitos de drogas o robos" como especialmente vulnerables a las ejecuciones con pena de muerte.

## Legislación y características
Veintinueve artículos del Código Penal contemplan la pena de muerte como opción. Las ejecuciones fueron llevadas a cabo una vez por un pelotón de fusilamiento de siete policías, donde los prisioneros fueron vendados con los ojos y atados a estacas. El pelotón de fusilamiento fue reemplazado por la inyección letal en noviembre de 2011 después de que la Asamblea Nacional de Vietnam aprobara la Ley de Ejecución de Sentencias Penales (en el artículo 59(1)). Las drogas utilizadas para ejecutar presos se producen en el país. La primera ejecución por inyección letal fue la de Nguyen Anh Tuan, condenado por asesinar a la empleada de una gasolinera Bui Thi Nguyet el 6 de agosto de 2013.
En noviembre de 2015, se aprobó una revisión del Código Penal que restringió severamente la pena de muerte. En virtud de la nueva normativa, que entró en vigor el 1 de julio de 2016, se abolió la pena de muerte para siete delitos: entrega al enemigo, oposición al orden, destrucción de proyectos de importancia para la seguridad nacional, robo, posesión de drogas, apropiación de drogas y producción y el comercio de alimentos falsos. Además, los mayores de 75 años están exentos y los funcionarios condenados por cargos de corrupción pueden ser perdonados si devuelven al menos el 75% de las ganancias que obtuvieron ilícitamente.
No se puede aplicar la pena de muerte a los infractores juveniles, las mujeres embarazadas y las mujeres lactantes que tengan menos de 36 meses en el momento de cometer el delito o ser juzgado. Estos casos son conmutados por cadena perpetua.
Entre el 6 de agosto de 2013 y el 30 de junio de 2016, Vietnam ejecutó a 429 personas. 1 134 personas fueron condenadas a muerte entre julio de 2011 y junio de 2016. Se desconoce el número de personas en el corredor de la muerte.

## Los delitos que acarrean la pena capital en Vietnam
Según el Código Penal, los siguientes capítulos contienen los artículos pertinentes que se aplican a la pena capital.
| Capítulos                                                                                 | Artículos                         |
| ----------------------------------------------------------------------------------------- | --------------------------------- |
| XIII - Delitos de infringir la seguridad nacional                                         | 108, 109, 110, 112, 113, 114, 115 |
| XIV - Delitos de Atentar contra la Vida, la Salud, la Dignidad y el Honor de las Personas | 123, 141, 142                     |
| XV - Delitos De Atentar Contra Las Libertades Democráticas De Los Ciudadanos              | Ninguno                           |
| XVI - Delitos de Infracción de los Derechos de Propiedad                                  | 168, 174                          |
| XVII - Delitos de Infracción a los Regímenes de Matrimonio y Familia                      | Ninguno                           |
| XVIII - Delitos de Infracción al Orden de Gestión Económica                               | 188, 190, 203                     |
| XIX - Delitos Relacionados con el Medio Ambiente                                          | Ninguno                           |
| XX - Delitos relacionados con narcóticos                                                  | 248, 249, 252                     |
| XXI - Delitos de Atentado a la Seguridad Pública, Orden Público                           | 282, 299                          |
| XXII - Delitos de Infracción de Orden de Gestión Administrativa                           | Ninguno                           |
| XXIII - los delitos que Relacionan para Colocar                                           | 353, 354, 364                     |
| XXIV - Delitos de Infracción de la Actividad Judicial                                     | Ninguno                           |
| XXV - Delitos de Infracción de los Deberes y Responsabilidades del Personal del Ejército  | 395, 399, 401                     |
| XXVI - Crímenes de socavamiento de la paz, contra la humanidad y crímenes de guerra       | 421, 422, 423                     |